# Geoffrey Donald Chisholm
Geoffrey Donald Chisholm (* 8. September 1929 in Smithton, Tasmanien; † 13. Januar 2006 in Braddon, Tasmanien) war ein australischer Politiker.

## Leben
Ausgebildet an der Devonport High School, wechselte Chisholm in die Forstwirtschaft. Von 1964 bis 1979 war er Mitglied des tasmanischen Parlaments für Braddon. 1974 wurde er Verkehrsminister, zwischen 1974 und 1979 wechselte er mehrfach die Ressorts und war Minister für Umwelt (Resourcing and Energy), Sport (Racing and Gaming) und Bau (Housing and Construction).
1992 wurde er zum Member des Order of Australia ernannt.
Chisholm war ab 1951 mit Margaret Watts verheiratet und hinterlässt zwei Kinder, Vicki und Kim.